# 卡伦·梅克斯
卡伦·伊尔玛·约瑟夫·梅克斯（德語：Karen Irma Jozef Maex，1959年11月9日—），女，比利时材料学家，现任阿姆斯特丹大学和阿姆斯特丹自由大学教授，阿姆斯特丹大学校长。